# Cromwell (Indiana)
Cromwell – miasto w Stanach Zjednoczonych, w stanie Indiana, w hrabstwie Noble.